# Iapezia
Iapezia (Iapetia, Japetia) è il toponimo con il quale, nel XVI secolo,  Guillaume Postel ,un linguista, astronomo ed umanista  francese,  propose di rinominare il continente europeo.La proposta serviva a cancellare la dedica pagana alla principessa Europa, figura della mitologia greca cui era correlato il vecchio continente, secondo l'antica tradizione.
Il termine "Iapezia" fu menzionato anche da Abraham Ortelius e dal gesuita Philippe Briet e deriva da Jafet, uno dei figli di Noè, dal quale discenderebbero, secondo la tradizione biblica, le popolazioni europee.
Nell'opera De cosmographia disciplina, Postel nominava anche la Chasdia (la Terra Australis Incognita, terra di Cush), la Chamia (l'Africa, terra di Cam) e la Semia (l'Asia, terra di Sem).